# Grand Canyon University Men's Volleyball 2024
Questa voce raccoglie le informazioni riguardanti la Grand Canyon University Men's Volleyball nella stagione 2024.

## Stagione
La Grand Canyon University partecipa per la settima volta alla MPSF: dopo il secondo posto in regular season, al torneo di conference sconfigge la Concordia Irvine ai quarti di finale, la Stanford in semifinale e conquista il primo titolo di conference della propria storia grazie al successo in cinque set sulla UC Los Angeles.
Partecipa al torneo NCAA Division I come testa di serie numero 3, ottenendo un agevole successo per 3-0 sulla Ohio State ai quarti di finale; nella prima semifinale nazionale della propria storia gli Antelopes escono sconfitti solo dopo cinque set dalla CSU Long Beach.

## Organigramma societario
Area direttiva
- Presidente: Jamie Boggs
- Manager: Colby Swannack

Area tecnica
- Allenatore: Matthew Werle
- Allenatore associato: Matthew August, Bryan Dell'Amico
- Assistente allenatore speciale: Ethan Rucker
- Preparatore atletico: Jacob Lawrence

## Rosa
| N° | Nome                   | Ruolo | Data di nascita   | Nazionalità sportiva | Anno             |
| -- | ---------------------- | ----- | ----------------- | -------------------- | ---------------- |
| 1  | Camden Gianni          | O     | 12 novembre 1999  | Stati Uniti          | Senior           |
| 2  | Karter Rogers          | S     | -                 | Stati Uniti          | Junior           |
| 4  | Aidan Case             | P     | -                 | Stati Uniti          | Sophomore        |
| 5  | Chase Gianni           | S     | -                 | Stati Uniti          | Sophomore        |
| 6  | Zachary Drake          | S     | -                 | Stati Uniti          | Freshman         |
| 7  | Nicholas Slight        | P     | 31 luglio 2001    | Stati Uniti          | Junior           |
| 8  | Cameron Thorne         | C     | -                 | Stati Uniti          | Sophomore        |
| 9  | Troy Culp              | C     | -                 | Stati Uniti          | Graduate student |
| 10 | Jaxon Herr             | P     | -                 | Stati Uniti          | Sophomore        |
| 11 | Jarrett Anderson       | O     | -                 | Stati Uniti          | Graduate student |
| 13 | David Mansilla         | O     | -                 | Stati Uniti          | Freshman         |
| 14 | Jack Palmer            | S     | 15 settembre 2002 | Stati Uniti          | Junior           |
| 15 | Cooper Herndon         | L     | -                 | Stati Uniti          | Junior           |
| 16 | Jackson Hickman        | S     | -                 | Stati Uniti          | Senior           |
| 17 | Matthew Thornton       | L     | -                 | Stati Uniti          | Freshman         |
| 18 | Matthew Meeker-Hackett | C     | -                 | Stati Uniti          | Sophomore        |
| 20 | Carson Brandt          | O     | -                 | Stati Uniti          | Senior           |
| 22 | Jordan Lucas           | S     | -                 | Stati Uniti          | Sophomore        |
| 23 | Rico Wardlow           | C     | 20 marzo 2001     | Stati Uniti          | Senior           |
| 24 | Nicholas Bentlage      | C     | -                 | Stati Uniti          | Sophomore        |
| 25 | Jacob Ceci             | S     | -                 | Stati Uniti          | Freshman         |

## Mercato
| Acquisti | Acquisti         | Acquisti         | Acquisti   |
| R.       | Nome             | da               | Modalità   |
| -------- | ---------------- | ---------------- | ---------- |
| O        | David Mansilla   | Redondo Union HS | definitivo |
| O        | Jarrett Anderson | Springfield      | definitivo |
| L        | Matthew Thornton | Mater Dei HS     | definitivo |
| S        | Zachary Drake    | West Ranch HS    | definitivo |

| Cessioni | Cessioni         | Cessioni       | Cessioni   |
| R.       | Nome             | a              | Modalità   |
| -------- | ---------------- | -------------- | ---------- |
| C        | Chibuike Obi     | -              | ritirato   |
| S        | Christian Janke  | MÁV Előre      | definitivo |
| L        | Cole Udall       | -              | ritirato   |
| C        | Colin Lovejoy    | Kyyjärven Kyky | definitivo |
| S        | Grayson Browning | -              | ritirato   |
| C        | Jacob Guerber    | -              | ritirato   |
| O        | Jonah Gilbert    | Nordenskov     | definitivo |

## Statistiche

### Statistiche di squadra
| Competizione         | Punti | In casa | In casa | In casa | In trasferta | In trasferta | In trasferta | Campo neutro | Campo neutro | Campo neutro | Totale | Totale | Totale |
| Competizione         | Punti | G       | V       | P       | G            | V            | P            | G            | V            | P            | G      | V      | P      |
| -------------------- | ----- | ------- | ------- | ------- | ------------ | ------------ | ------------ | ------------ | ------------ | ------------ | ------ | ------ | ------ |
| MPSF NCAA Division I | .839  | 10      | 10      | 0       | 11           | 8            | 3            | 10           | 8            | 2            | 31     | 26     | 5      |
| Totale               | .839  | 10      | 10      | 0       | 11           | 8            | 3            | 10           | 8            | 2            | 31     | 26     | 5      |

G = partite giocate; V = partite vinte; P = partite perse

### Statistiche dei giocatori
| Giocatore         | MPSF NCAA Division I | MPSF NCAA Division I | MPSF NCAA Division I | MPSF NCAA Division I | MPSF NCAA Division I | Totale | Totale | Totale | Totale | Totale |
| Giocatore         | P                    | PT                   | AV                   | MV                   | BV                   | P      | PT     | AV     | MV     | BV     |
| ----------------- | -------------------- | -------------------- | -------------------- | -------------------- | -------------------- | ------ | ------ | ------ | ------ | ------ |
| J. Anderson       | 23                   | 165,5                | 136                  | 15,5                 | 14                   | 23     | 165,5  | 136    | 15,5   | 14     |
| N. Bentlage       | -                    | -                    | -                    | -                    | -                    | -      | -      | -      | -      | -      |
| C. Brandt         | 1                    | 1                    | 1                    | 0                    | 0                    | 1      | 1      | 1      | 0      | 0      |
| A. Case           | -                    | -                    | -                    | -                    | -                    | -      | -      | -      | -      | -      |
| J. Ceci           | 4                    | 0                    | 0                    | 0                    | 0                    | 4      | 0      | 0      | 0      | 0      |
| T. Culp           | 2                    | 0,5                  | 0                    | 0,5                  | 0                    | 2      | 0,5    | 0      | 0,5    | 0      |
| Z. Drake          | -                    | -                    | -                    | -                    | -                    | -      | -      | -      | -      | -      |
| Ca. Gianni        | 31                   | 460,5                | 368                  | 36,5                 | 56                   | 31     | 460,5  | 368    | 36,5   | 56     |
| Ch. Gianni        | 2                    | 1,5                  | 1                    | 0,5                  | 0                    | 2      | 1,5    | 1      | 0,5    | 0      |
| C. Herndon        | 27                   | 1                    | 1                    | 0                    | 0                    | 27     | 1      | 1      | 0      | 0      |
| J. Herr           | 19                   | 4,5                  | 0                    | 1,5                  | 3                    | 19     | 4,5    | 0      | 1,5    | 3      |
| J. Hickman        | 31                   | 369,5                | 317                  | 31,5                 | 21                   | 31     | 369,5  | 317    | 31,5   | 21     |
| J. Lucas          | 20                   | 40                   | 34                   | 4                    | 2                    | 20     | 40     | 34     | 4      | 2      |
| D. Mansilla       | -                    | -                    | -                    | -                    | -                    | -      | -      | -      | -      | -      |
| M. Meeker-Hackett | -                    | -                    | -                    | -                    | -                    | -      | -      | -      | -      | -      |
| J. Palmer         | 4                    | 28,5                 | 24                   | 2,5                  | 2                    | 4      | 28,5   | 24     | 2,5    | 2      |
| K. Rogers         | 26                   | 125,5                | 92                   | 15,5                 | 18                   | 26     | 125,5  | 92     | 15,5   | 18     |
| N. Slight         | 31                   | 69                   | 35                   | 27                   | 7                    | 31     | 69     | 35     | 27     | 7      |
| C. Thorne         | 31                   | 308                  | 216                  | 83                   | 9                    | 31     | 308    | 216    | 83     | 9      |
| M. Thornton       | 23                   | 0                    | 0                    | 0                    | 0                    | 23     | 0      | 0      | 0      | 0      |
| R. Wardlow        | 31                   | 241                  | 188                  | 35                   | 18                   | 31     | 241    | 188    | 35     | 18     |

P = presenze; PT = punti totali; AV = attacchi vincenti; MV = muri vincenti; BV = battute vincenti

NB: I muri singoli valgono una unità di punto, mentre i muri doppi e tripli valgono mezza unità di punto; anche i giocatori nel ruolo di libero sono impegnati al servizio